# Gornja Lopušnja
Gornja Lopušnja (en serbe cyrillique : Горња Лопушња) est un village de Serbie situé dans la municipalité de Vlasotince, district de Jablanica. Au recensement de 2011, il comptait 37 habitants.

## Démographie
| 1948 | 1953 | 1961 | 1971 | 1981 | 1991 | 2002 | 2011 |
| ---- | ---- | ---- | ---- | ---- | ---- | ---- | ---- |
| 261  | 289  | 318  | 347  | 250  | 138  | 67   | 37   |

|  |